# Snabb fransormstjärna
Snabb fransormstjärna (Ophiocten affinis) är en ormstjärneart som först beskrevs av Christian Frederik Lütken 1858.  Snabb fransormstjärna ingår i släktet Ophiocten och familjen fransormstjärnor. Arten är reproducerande i Sverige. Utöver nominatformen finns också underarten O. a. simulans.